# Apantesis pulcherrima
Apantesis pulcherrima är en fjärilsart som beskrevs av Richard Harper Stretch 1906. Apantesis pulcherrima ingår i släktet Apantesis och familjen björnspinnare. Inga underarter finns listade i Catalogue of Life.